# Cyathea divergens
Cyathea divergens là một loài thực vật có mạch trong họ Cyatheaceae. Loài này được Kunze mô tả khoa học đầu tiên năm 1834.